# El Grupo
El Grupo was een Amerikaanse jazz-fusionband, opgericht door Toto-gitarist Steve Lukather. De groep speelde voornamelijk in jazzclubs in Amerika en Europa en bestond uit Lukather, Steve Weingart (keyboards), Oskar Cartaya (basgitaar) en Joey Heredia (drums). Van de band is één plaat uitgekomen, El Grupo Live! (2005).